# Leucemia/linfoma de células T del adulto
La leucemia/linfoma de células T del adulto (LLCTA o ATLL en inglés) es un tipo de neoplasia rara del sistema inmunitario propia de los Linfocito T. En general, es una neoplasia maligna agresiva de los linfocitos T CD4 maduros, que resulta de la infección con el virus T-linfotrópico humano de tipo 1 (HTLV-1), con varias manifestaciones sistémicas y cutáneas que por lo general afecta a personas que viven en áreas endémicas del HTLV-1 como el suroeste de Japón, las islas del Caribe, América Central y del Sur, el África intertropical y el Medio Oriente.
Se cree que aproximadamente 1.1 millón de personas son portadores del HTLV-1 en Japón. El número total de portadores de HTLV-1 a nivel mundial se estima en al menos 5 000 000 a 10 000 000, lo cual podría estar infraestimado debido a la falta de información epidemiológica en los países en desarrollo. Tan solo en Japón, unas 1000 personas mueren de LLCTA cada año, según datos de estadística básica del país pero la información de la tasa de mortalidad en otros países es muy limitada.

## Historia
La LLCTA fue descrita por primera vez en 1977 por los médicos japoneses Takashi Uchiyama, Junji Yodoi, Kmitaka Sagawa, Kiyoshi Takatsuki y Aruto Uchino en 16 pacientes japoneses con una neoplasia de linfocits con marcadores de células T.

## Signos y síntomas
La LLCTA es un tipo de linfoma no Hodgkin muy agresivo sin una característica histológica específica, con la excepción de un patrón difuso con un fenotipo de células T maduras. Su presentación suele ser diversa y puede manifestarse como leucemia, problemas de la piel, hipercalcemia e infiltración de otros órganos como el sistema nervioso central y el tracto gastrointestinal. Esto puede causar dolor abdominal, diarrea, ascitis, ictericia, efusión pleural, tos, esputo, fiebre y pérdida del nivel de conciencia debido a la hipercalcemia y/o enfermedades oportunistas. Con frecuencia se observan linfocitos circulantes con un contorno nuclear irregular (células leucémicas). Varias líneas de evidencia sugieren que HTLV-1 causa LLCTA. Esta evidencia incluye el aislamiento frecuente de HTLV-1 de pacientes con esta enfermedad y la detección del genoma proviral de HTLV-1 en células leucémicas LLCTA. La LLCTA se acompaña frecuentemente de compromiso visceral, hipercalcemia, lesiones cutáneas y lesiones óseas líticas. La invasión ósea y la osteólisis, características de las metástasis óseas, ocurren comúnmente en el establecimiento de tumores sólidos avanzados, como cánceres de mama, próstata y pulmón, pero son menos frecuentes en neoplasias malignas hematológicas. Sin embargo, los pacientes con ATL inducida por HTLV-1 y mieloma múltiple están predispuestos al desarrollo de la osteolisis inducida por tumor y la hipercalcemia. Una de las características sorprendentes de LLCTA y la enfermedad ósea inducida por mieloma múltiple es que las lesiones óseas son predominantemente osteolíticas con poca actividad osteoblástica asociada. En pacientes con LLCTA, se han asociado niveles elevados de IL-1, TGFβ, PTHrP, proteína inflamatoria de macrófagos (MIP-1α) y activador de receptor de ligando nuclear de factor-κB (RANKL) con hipercalcemia. Los ratones inmunodeficientes que recibieron implantes con células leucémicas de pacientes con LLCTA o con linfocitos infectados con HTLV-1 desarrollaron hipercalcemia y niveles séricos elevados de PTHrP. La mayoría de pacientes mueren tras un año del diagnóstico.
La infección con HTLV-1, como cualquier otra infección con retrovirus, por lo general ocurre de por vida y puede ser diagnosticada cuándo se detectan anticuerpo contra el HTLV-1 en suero.
La LLCTA se clasifica en 4 subtipos clínicos (ej. latente, crónico, agudo y linfoma) basándose en los criterios diagnósticos propuestos por Shimoyama y colegas que incluyen: sitio de infiltración, presencia y grado de manifestación leucémica, nivel de lactato deshidrogenasa e hipercalcemia.
Las células de LLCTA en la mayoría de los casos expresan CD3, CD4 y CD25, pero carecen de DC7. En un 10% a 5% de los casos, las células de LLCTA expresan CD4 y CD8. Se sugirió que el origen de las células de LLCTA eran células T reguladoras basado en la expresión de FoxP3 en algunas células tumorales, pero esto sigue siendo un tema de debate.

## Transmisión
La transmisión de HTLV-1 se cree que se transmite de madre a hijo en el nacimiento, por relaciones sexuales y por exposición a sangre infectada, ya se por transfusiones de sangre o por compartir agujas infectadas.

## Tratamiento
El consenso internacional para el tratamiento de la LLCTA se basa en el subtipo clínico, los factores pronósticos y la respuesta a la terapia inicial. Para los pacientes con LLCTA agresivo (tipo agudo y linfático y tipo crónico con factores pronósticos adversos) se recomiendan los regímenes de quimioterapia intensiva como VCAP-AMP-VECP (vincristina, ciclofosfamida, doxorrubicina y prednisona, doxorrubicina, ranimustina y prednisona, vindesina, etopósido, carboplatino y prednisona) o la terapia de combinación con Zidovudina / interferón a (AZT / IFN-a), los cuales no se usan en los pacientes cuya presentación es de tipo linfoma. Para los LLCTA indolente (tipo latente y tipo crónico sin factores pronósticos adversos) se recomienda no tratar, pero si se decide por el tratamiento, la terapia combinada con AZT / IFN-es la recomendada hasta que haya progresión de la enfermedad. En los Estados Unidos y Europa, la terapia antiviral que usa AZT / IFN-a es el tratamiento estándar de LLCTA de tipo leucémico. En Europa, la quimioterapia es la terapia de primera línea para el LLCTA tipo linfoma debido a que la supervivencia global (OS) con solo AZT / IFN-a es muy corta. Otras terapias como el Pralatrexate, el trióxido de arsénico, trasplante alogénico están bajo investigación. La mayoría de estas terapias está dirigida hacia el cáncer más que el virus en sí mismo.
Recientemente, se ha reportado que la quimioterapia tradicional basada en corticoides en contra de la LLCTA están mediadas en gran medida por la proteína 2 que enlaza a la thioredoxina (TBP-2/TXNIP/VDUP1), lo que sugiere que el uso de inductores de TBP-2 se podrían utilizar como nuevos agentes antileucémicos.
Recientemente, mogamulizumab, ha sido aprobado para el tratamiento de LLCTA en Japón.
En una conferencia médica en diciembre de 2013, los investigadores informaron que cerca del 21-50% de los pacientes con LLCTA, esta expresa CD30. Esto sugiere que el tratamiento con un anti-CD30 como el brentuximab vedotin podrían tener algún papel en el tratamiento.

## Epidemiología
La edad de presentación es difiere de un área geográfica a otra, así en América Central y del Sur, se presenta a los 40 años, mucho más temprano que en Japón, donde suele presentarse a los 60 años. El riesgo estimado de padecer LLCTA en los portadores de HTLV-1 es d 6% a 7% para los hombres y de 2% a 3% para las mujeres según datos de Japón. La LLCTA tiene mayor predisposición por los portadores que se infectaron con el HTLV-1 en su niñez y es rara en aquellos que se infectaron de adulto. Un factor de riesgo independiente es la carga proviral (>4 copias/100 células mononucleares de sangre periférica). La infección por HTLV-1 en los Estados Unidos al parecer es rara. Aunque existen pocos datos serológicos, se cree que la prevalencia de infección es mayor entre los negros que viven en el Sudeste. Se ha encontrado una tasa de prevalencia del 30% entre los consumidores de drogas intravenosas negras en Nueva Jersey, y se ha encontrado una tasa del 49% en un grupo similar en Nueva Orleans. Es posible que la prevalencia de la infección esté aumentando en este grupo de riesgo. Los estudios del anticuerpo HTLV-1 indican que el virus es endémico en el sur de Japón, en el Caribe, Sudamérica y en África. Las vías de transmisión viral son la leche materna, las relaciones sexuales y la transfusión de sangre. Sin embargo, si la LLCTA se desarrolla después de la transmisión horizontal por contacto sexual o transfusión de sangre sigue siendo incierto, aunque se han reportado casos de LLCTA tras el trasplante de órganos. En un estudio japonés, se demostraron unos 4000 casos de nueva infección por HTLV-1 en adolescentes y ancianos, lo cual resalta la importancia de los estudios sobre HTLV-1-y enfermedades asociadas entre los portadores con HTLV-1 transmitido horizontalmente.
La LLCTA es por lo general bastante rara entre las personas infectadas con el HTLV-1. La incidencia global de LLCTA se estima en 1 caso por cada 1,500 adultos portadores de HTLV-1 por año. Su incidencia en EE. UU. es mayor entre personas del Caribe o negros del Sudeste (Institutos Nacionales de Salud, dato no publicado). Al parecer hay un largo periodo de latencia entre la infección de HTLV-1 y el inicio de ATL.

## Investigación
Nuevas terapias en el tratamiento de PTCL en los casos de recaída o refractarios están en investigación. Pralatrexate es uno de los compuestos en investigación para el tratamiento de los PTCL.

## En embarazo
La asociación de leucemia con embarazo es poco frecuente y solo afecta a 1 de cada 10,000 mujeres embarazadas. El modo en que se trate depende sobre todo en el tipo de leucemia. Las leucemias agudas normalmente requieren tratamiento rápido y agresivo, a pesar del riesgo significativo de Aborto espontáneo y Enfermedad congénita, especialmente si la quimioterapia es administrada durante el período más importante para el desarrollo del feto en el primer trimestre.